# 비기능 요건
시스템 공학과 요구공학에서 비기능 요건(non-functional requirement), 비기능 요구사항은 특정한 동작이 아닌, 시스템 운영을 판단하기 위해 사용되는 기준을 정의하는 요구사항이다. 이는 특정한 동작이나 기능을 정의하는 기능 요건과는 대조된다. 기능 요건을 구현하는 계획은 시스템 설계에 자세히 기술된다. 비기능 요건을 구현하는 계획은 시스템 아키텍처에 상세히 기술되는데, 이는 보통 아키텍처적으로 중요한 요건이기 때문이다.

## 예
- 접근성
- 가용성
- 백업
- 부팅 시간
- 자격증
- 구성 관리
- 원가
- 데이터 무결성
- 전개
- 개발 환경
- 재해 복구
- 문서화
- 내구성
- 효율성
- 환경 보호
- 장애 관리
- 장애 허용 시스템
- 유연성 (요건의 차기 변화에 따른 처리)
- 구성요소 연동을 위한 통합 능력
- 국제화와 지역화
- 상호운용성
- 관리
- 메모리 최적화
- 수정 가능성
- 네트워크 토폴로지
- 오픈 소스
- 운용가능성
- 성능 / 응답 시간 (성능 공학)
- 플랫폼 호환성
- 프라이버시 (프라이버시 법 준수)
- 이식 가능성
- 품질
- 신뢰성 (예: 평균 무고장 시간 – MTBF/MTTF)
- 보고
- 재사용성
- 안전 또는 안전 요인
- 스케일러빌리티
- 보안 (사이버, 물리)
- 소프트웨어, 도구, 표준 등. 호환성
- 안정성
- 스루풋
- 사용성 (인간 요인)
- 양적 테스트

## 같이 보기
- 요구사항 분석